# Adam Egnell
Adam Egnell, född 30 september 1999 i Motala, är en svensk fotbollsspelare.

## Karriär
I mars 2021 värvades Egnell av GAIS, där han skrev på ett tvåårskontrakt med option på ytterligare ett år. I februari 2022 värvades Egnell av Landskrona BoIS, där han skrev på ett treårskontrakt. Efter säsongen 2024 lämnade Egnell klubben.